# Porsche 958 Cayenne
Porsche 958 Cayenne är en SUV, tillverkad av den tyska biltillverkaren Porsche mellan 2010 och 2017.

## Tekniska data
| Porsche 958:                   | Cayenne                                                                       | Cayenne Diesel                                                     | Cayenne S Hybrid                                                   | Cayenne S Diesel                                                   | Cayenne S                                                          | Cayenne GTS                                                        | Cayenne Turbo                                                      | Cayenne Turbo S                                                    |
| ------------------------------ | ----------------------------------------------------------------------------- | ------------------------------------------------------------------ | ------------------------------------------------------------------ | ------------------------------------------------------------------ | ------------------------------------------------------------------ | ------------------------------------------------------------------ | ------------------------------------------------------------------ | ------------------------------------------------------------------ |
| Motor:                         | 6-cyl V-motor                                                                 | 6-cyl V-motor turbodiesel                                          | 6-cyl V-motor med kompressor                                       | 8-cyl V-motor turbodiesel                                          | 8-cyl V-motor                                                      | 8-cyl V-motor                                                      | 8-cyl V-motor med turbo                                            | 8-cyl V-motor med turbo                                            |
| Cylindervolym:                 | 3605 cm³                                                                      | 2967 cm³                                                           | 2995 cm³                                                           | 4134 cm³                                                           | 4806 cm³                                                           | 4806 cm³                                                           | 4806 cm³                                                           | 4806 cm³                                                           |
| Max effekt vid varvtal:        | 300 hk vid 6 300 v/min                                                        | 245 hk vid 3 800 v/min                                             | 333 hk vid 5 500 v/min                                             | 382 hk vid 3 750 v/min                                             | 400 hk vid 6 500 v/min                                             | 420 hk vid 6 500 v/min                                             | 500 hk vid 6 000 v/min                                             | 550 hk vid 6 000 v/min                                             |
| Max vridmoment vid varvtal:    | 400 Nm vid 3 000 v/min                                                        | 550 Nm vid 1750-2750 v/min                                         | 440 Nm vid 3000-5250 v/min                                         | 850 Nm vid 2000-2750 v/min                                         | 500 Nm vid 3 500 v/min                                             | 515 Nm vid 3 500 v/min                                             | 700 Nm vid 2250-4500 v/min                                         | 750 Nm vid 2250-4500 v/min                                         |
| Ventilstyrning:                | Dubbla överliggande kamaxlar per cylinderrad, variabla ventiltider            | Dubbla överliggande kamaxlar per cylinderrad, variabla ventiltider | Dubbla överliggande kamaxlar per cylinderrad, variabla ventiltider | Dubbla överliggande kamaxlar per cylinderrad, variabla ventiltider | Dubbla överliggande kamaxlar per cylinderrad, variabla ventiltider | Dubbla överliggande kamaxlar per cylinderrad, variabla ventiltider | Dubbla överliggande kamaxlar per cylinderrad, variabla ventiltider | Dubbla överliggande kamaxlar per cylinderrad, variabla ventiltider |
| Kylning:                       | Vätskekylning                                                                 | Vätskekylning                                                      | Vätskekylning                                                      | Vätskekylning                                                      | Vätskekylning                                                      | Vätskekylning                                                      | Vätskekylning                                                      | Vätskekylning                                                      |
| Hybridsystem:                  | -                                                                             | -                                                                  | Elmotor på 34 kW                                                   | -                                                                  | -                                                                  | -                                                                  | -                                                                  | -                                                                  |
| Kraftöverföring:               | 6-växlad växellåda, fyrhjulsdrift Tillval: 8-stegad automatlåda (Tiptronic S) | 8-stegad automatlåda (Tiptronic S), fyrhjulsdrift                  | 8-stegad automatlåda (Tiptronic S), fyrhjulsdrift                  | 8-stegad automatlåda (Tiptronic S), fyrhjulsdrift                  | 8-stegad automatlåda (Tiptronic S), fyrhjulsdrift                  | 8-stegad automatlåda (Tiptronic S), fyrhjulsdrift                  | 8-stegad automatlåda (Tiptronic S), fyrhjulsdrift                  | 8-stegad automatlåda (Tiptronic S), fyrhjulsdrift                  |
| Bromsar:                       | Ventilerade skivbromsar, ABS                                                  | Ventilerade skivbromsar, ABS                                       | Ventilerade skivbromsar, ABS                                       | Ventilerade skivbromsar, ABS                                       | Ventilerade skivbromsar, ABS                                       | Ventilerade skivbromsar, ABS                                       | Ventilerade skivbromsar, ABS                                       | Ventilerade skivbromsar, ABS                                       |
| Hjulupphängning fram:          | Dubbla tvärlänkar                                                             | Dubbla tvärlänkar                                                  | Dubbla tvärlänkar                                                  | Dubbla tvärlänkar                                                  | Dubbla tvärlänkar                                                  | Dubbla tvärlänkar                                                  | Dubbla tvärlänkar                                                  | Dubbla tvärlänkar                                                  |
| Hjulupphängning bak:           | Multilänkaxel                                                                 | Multilänkaxel                                                      | Multilänkaxel                                                      | Multilänkaxel                                                      | Multilänkaxel                                                      | Multilänkaxel                                                      | Multilänkaxel                                                      | Multilänkaxel                                                      |
| Kaross:                        | Självbärande kaross                                                           | Självbärande kaross                                                | Självbärande kaross                                                | Självbärande kaross                                                | Självbärande kaross                                                | Självbärande kaross                                                | Självbärande kaross                                                | Självbärande kaross                                                |
| Hjulbas:                       | 2895 mm                                                                       | 2895 mm                                                            | 2895 mm                                                            | 2895 mm                                                            | 2895 mm                                                            | 2895 mm                                                            | 2895 mm                                                            | 2895 mm                                                            |
| Längd x bredd x höjd:          | 4846 x 1939 x 1705 mm                                                         | 4846 x 1939 x 1705 mm                                              | 4846 x 1939 x 1705 mm                                              | 4846 x 1939 x 1705 mm                                              | 4846 x 1939 x 1705 mm                                              | 4846 x 1939 x 1705 mm                                              | 4846 x 1939 x 1705 mm                                              | 4846 x 1939 x 1705 mm                                              |
| Fälgar, däck:                  | 8Jx18 med 255/55 R18                                                          | 8Jx18 med 255/55 R18                                               | 8Jx18 med 255/55 R18                                               | 8Jx18 med 255/55 R18                                               | 8Jx18 med 255/55 R18                                               | 9Jx20 med 275/45 R20                                               | 8,5Jx19 med 265/50 R19                                             | 10Jx21 med 295/35 R21                                              |
| Tomvikt:                       | 2070 kg                                                                       | 2175 kg                                                            | 2315 kg                                                            | 2270 kg                                                            | 2140 kg                                                            | 2160 kg                                                            | 2245 kg                                                            | 2290 kg                                                            |
| Topphastighet:                 | 230 km/h                                                                      | 220 km/h                                                           | 242 km/h                                                           | 252 km/h                                                           | 258 km/h                                                           | 261 km/h                                                           | 278 km/h                                                           | 283 km/h                                                           |
| Acceleration 0 - 100 km/h:     | 7,5 (7,8) s                                                                   | 7,6 s                                                              | 6,5 s                                                              | 5,7 s                                                              | 5,9 s                                                              | 5,7 s                                                              | 4,7 s                                                              | 4,5 s                                                              |
| Bränsleförbrukning per 100 km: | 11,2 (9,9) l                                                                  | 7,4 l                                                              | 8,2 l                                                              | 8,3 l                                                              | 10,5 l                                                             | 10,7 l                                                             | 11,5 l                                                             | 11,5 l                                                             |